# Groupe de NGC 5322
Le groupe de NGC 5322 comprend au moins 10 galaxies situées dans la constellation de la Grande Ourse. En excluant la galaxie UGC 8716, la distance moyenne entre ce groupe et la Voie lactée est d'environ 30,2 Mpc (∼98,5 millions d'al). 

## Membres
Le tableau ci-dessous liste les 10 galaxies du groupe indiquées dans l'article de A.M. Garcia paru en 1993. La galaxie UGC 8716 ne fait cependant pas partie de ce groupe, car elle est environ dix fois plus éloignée de la Voie lactée que les autres galaxies du groupe.
Les galaxies de ce groupe sont aussi mentionnées dans un article d'Abraham Mahtessian publié en 1998. Mahtessian ajoute cependant à la liste de Garcia la galaxie NGC 5205 et NGC 5526NE, une désignation inconnue des principales bases de données. Il s'agit peut-être de la galaxie NGC 5526, décrite à la dernière ligne du tableau ci-dessous.
| Nom       | Class.     | Type                     | α (J2000.0)   | δ (J2000.0) | Vitesse radiale (km/s) | m                    | Distance (Mpc) | Diamètre (kal) |
| --------- | ---------- | ------------------------ | ------------- | ----------- | ---------------------- | -------------------- | -------------- | -------------- |
| NGC 5205  | Sbc        | Spirale                  | 13h 30m 03.6s | 62° 30′ 42″ | 1759 ± 2               | 12,3                 | 27,4 ± 1,9     | 106            |
| NGC 5308  | S0-        | Lenticulaire             | 13h 47m 00.4s | 60° 58′ 23″ | 1998 ± 5               | 11,4                 | 30,9 ± 2,2     | 100            |
| NGC 5322  | E3-4       | Elliptique               | 13h 49m 15.3s | 60° 11′ 26″ | 1780 ± 5               | 10,2                 | 27,8 ± 2,0     | 138            |
| NGC 5342  | S0         | Lenticulaire             | 13h 51m 25.8s | 59° 51′ 50″ | 2189 ± 5               | 13,5                 | 33,8 ± 2,4     | 60             |
| NGC 5372  | S?         | Spirale naine            | 13h 54m 46.0s | 58° 40′ 01″ | 1717 ± 13              | 13,3                 | 26,9 ± 1,9     | 26             |
| NGC 5376  | SAB(r)b?   | Spirale intermédiaire    | 13h 55m 16.0s | 59° 30′ 24″ | 2075 ± 1               | 12,1                 | 32,1 ± 2,3     | 85             |
| NGC 5379  | S0         | Lenticulaire             | 13h 55m 34.3s | 59° 44′ 34″ | 1776 ± 3               | 12,9                 | 27,7 ± 1,9     | 30             |
| NGC 5389  | SAB0/a?(r) | Lenticulaire             | 13h 56m 06.3s | 59° 44′ 31″ | 1804 ± 13              | 12,0                 | 28,1 ± 2,0     | 146            |
| UGC 8684  | Scd?       | Spirale                  | 13h 42m 16.1s | 60° 46′ 37″ | 2194 ± 2               | 13,8                 | 33,9 ± 2,4     | 49             |
| UGC 8714  | Im         | Irrégulière magellanique | 13h 46m 29.5s | 60° 22′ 17″ | 2044 ± 5               | 13,2                 | 31,7 ± 2,2     | 60             |
| UGC 87161 | S?         | Spirale                  | 13h 46m 34.3s | 60° 18′ 25″ | 21 545 ± 3             | 15,994 ± 0,016 asinh | 319 ± 22       | 146            |
| NGC 5526  | Sbc        | Spirale                  | 14h 13m 53.7s | 57° 46′ 17″ | 2054 ± 3               | 13,4                 | 31,8 ± 2,2     | 83             |

- 1À une distance de plus de 300 Mpc, cette lointaine galaxie ne fait pas partie de ce groupe.

Le site DeepskyLog permet de trouver aisément les constellations des galaxies mentionnées dans ce tableau ou si elles ne s'y trouvent pas, l'outil du site constellation permet de le faire à l'aide des coordonnées de la galaxie. Sauf indication contraire, les données proviennent du site NASA/IPAC.